# Pusong (Samudera)
Pusong is een bestuurslaag in het regentschap Aceh Utara van de provincie Atjeh, Indonesië. Pusong telt 368 inwoners (volkstelling 2010).